# What's Going On (canción de 2001)
«What's Going On?» es una canción de género pop y soul interpretada por el cantante de la banda U2, Bono, con la colaboración de los cantantes y compositores: Cyndi Lauper, Gwen Stefani, Christina Aguilera, Alicia Keys, Wyclef Jean, Jermaine Dupri, Britney Spears y Usher. A su vez, la canción es una versión de la pista original de Marvin Gaye del álbum original.
Originalmente, el proyecto comenzó como una obra de beneficencia hacia las víctimas de la enfermedad sida, aunque fue lanzada el mismo día de los atentados de 11 de septiembre a las torres gemelas, los fondos recaudados de la canción, fueron destinados a las víctimas de este atentado. Los fondos fueron administrados por la cruz roja estadounidense.
La canción debutó de posición 51 en la lista de popularidad de Estados Unidos, llamada Billboard. La revista de la lista, comparó la canción “What's Going On” con “We are the world” de 1985, y concluyó que era una digna continuación.
El sencillo de la canción consiguió la certificación de disco de oro en Nueva Zelanda en el año 2001.

## Certificaciones
| País          | Organismo certificador | Certificación | Unidades certificadas / Ventas |
| ------------- | ---------------------- | ------------- | ------------------------------ |
| Nueva Zelanda | Recorded Music NZ      | Oro           | 15 000                         |